# Кодзуки, Тоёхиса
Тоёхиса Кодзуки (яп. 上月 豊久 Ко:дзуки Тоёхиса, род. 25 октября 1956, Токио, Япония) — японский дипломат, чрезвычайный и полномочный посол Японии в России (2015—2023).

## Карьера
В 1981 году окончил Токийский университет. В том же году поступил на службу в МИД Японии. Работал в посольстве в России, генеральным консулом в консульстве в Бостоне (США), помощником министра иностранных дел и Генеральным Директором МИД. В ноябре 2015 назначен послом Японии в Москве. Это назначение связывалось с подготовкой визита Владимира Путина в Японию. Известен как знаток России.
Кодзуки выполнял обязанности посла по совместительству в Туркменистане с марта по сентябрь 2016 года.